# 勾氏溝眼介
勾氏溝眼介（学名：Alocopocyhere goujoni）为粗面介科溝眼介屬下的一个种。